# Ceriantheopsis nikitai
Ceriantheopsis nikitai är en korallart som beskrevs av Molodtsova 200. Ceriantheopsis nikitai ingår i släktet Ceriantheopsis och familjen Cerianthidae. Inga underarter finns listade i Catalogue of Life.